# 곡류수용령
곡류수용령은 일제에서 조선에 내린 제도로, 조선인들이 거두어들인 곡식을 공출이라는 명목으로 강제로 뺏어가서, 일본으로 실어 보내는 제도였다. 공출은 후에 조선인들의 여러 물건을 가져가는 데까지 범위가 확장되었으며, 당시 굶어 죽은 사람도 많았다.